# Teatrinho Trol
Teatrinho Trol foi um programa de televisão infantil da TV Tupi do Rio de Janeiro, criado e dirigido por Fábio Sabag e patrocinado pela extinta fábrica de brinquedos Trol. Alguns anos depois passou a ter o patrocínio dos Refrigerantes Antártica, adotando o nome de "Grande Vesperal Antártica", onde nomes conhecidos da TV brasileira encenavam histórias clássicas como Chapeuzinho Vermelho e Cinderela para crianças e adultos. O Teatrinho Trol começou a ser transmitido em 1956, pela TV Tupi e ficou no ar até 1966, ficando no ar praticamente 10 anos.

## Elenco
Entre os atores e as atrizes convidados pelo programa estavam:
- Othon Bastos
- Jorge Cherques
- Christiane Torloni
- Zilka Salaberry
- Cláudio Cavalcanti
- Norma Blum
- Riva Blanche
- Roberto de Cleto
- Neide Aparecida
- Fábio Sabag
- Antônio Ganzarolli
- Estelita Bell
- Paulo Padilha
- Edson Silva
- Nair Amorim
- Antônio Patiño
- Érico de Freitas
- Monah Delacy
- Ruy Rezende
- Íris Bruzzi
- Oscar Felipe
- Carmem Monegal
- Cláudio Corrêa e Castro
- Fernanda Montenegro
- Myriam Pérsia
- Frank Monteiro
- Alair Nazareth
- Aracy Maria Lopes
- Silas Andrade
- Carimen Romcy (Tupi)
- Sheila Romcy (Tupi)
- José Augusto Branco

```
entre outros
```